# أنجيلا ثورن
أنجيلا ثورن (بالإنجليزية: Angela Thorne)‏ هي ممثلة بريطانية، ولدت في 25 يناير 1939 في كراتشي في باكستان.

## أعمال

### أفلام
- العملاق الودود الضخم

## وصلات خارجية
- أنجيلا ثورن على موقع IMDb (الإنجليزية)
- أنجيلا ثورن على موقع ديسكوغز (الإنجليزية)
- أنجيلا ثورن على موقع قاعدة بيانات الفيلم (الإنجليزية)